# Canidia (insecte)
Genre
Synonymes
- Canidiopsis Dillon, 1955[1]
- Pseudocanidia Dillon, 1955[1]

Canidia est un genre de coléoptères de la famille des Cerambycidae.

## Liste d'espèces
Selon GBIF (13 novembre 2023) :
- Canidia canescens (Dillon, 1955)
- Canidia chemsaki Wappes & Lingafelter, 2005
- Canidia cincticornis Thomson, 1857 - protonyme
- Canidia giesberti Wappes & Lingafelter, 2005
- Canidia mexicana Thomson, 1860
- Canidia ochreostictica (Dillon, 1956)
- Canidia spinicornis (Bates, 1881)
- Canidia turnbowi Wappes & Lingafelter, 2005

## Étymologie et systématique
Dans sa description originale, l'auteur indique avoir choisi le nom du genre Canidia en référence à la sorcière Canidie sans en décrire la raison.
Le nom valide complet (avec auteur) de ce taxon est Canidia Thomson, 1857.

## Publication originale
- James Thomson, « Diagnose de Cérambycidés nouveaux ou peu connus de ma collection », Archives entomologiques, ou, Recueil contenant des illustrations d'insectes nouveaux ou rares, Paris, Inconnu, vol. 1,‎ 1857, p. 169-194 (OCLC 4241468, lire en ligne).